# Enköping
Enköping ( pronúncia) ou raramente Encopinga [carece de fontes?] é uma cidade da Suécia, situada no sudoeste da província da Uppland. 

Está localizada na proximidade da margem norte do lago Mälaren, entre as cidades de Västerås e Estocolmo (a 65 km).

É uma das mais antigas cidades  do país, tendo sido um importante centro comercial e mercado regional durante a Idade Média.

Tem uma população de 25 071 habitantes (2020).

É a sede da comuna de Enköping, no condado de Uppsala. 

## Etimologia e uso
O nome geográfico Enköping deriva das palavras nórdicas Ene (sítio com zimbros, ou cruzamento de caminhos), e køpunger (local de comércio).

Em documentos antigos em latim, Enköping está mencionada como Enescopinge (século XII) e Enekopia ou Enecopia (século XVII).

Em textos em português a cidade costuma ser referida na sua forma original Enköping, ou transliterada para Enkoping por adaptação tipográfica, e raramente como Encopinga.

## História
Durante a Idade Média, a cidade de Enköping foi um importante local de comércio entre a região mineira de Bergslagen e a grande cidade de Estocolmo, devido à sua localizacão junto ao lago Mälaren, que na altura chegava a própria cidade.

## Comunicações
A cidade de Enköping é atravessada pela estrada europeia E18 (Estocolmo – Västerås) e pela linha férrea do Mälaren (Estocolmo – Västerås-Örebro).     

## Património
- Drömparken - um dos vários parques da cidade [14]

## Personalidades ligadas a Enköping
- Alex Ekström, antigo ciclista sueco
- Amelia Andersdotter, política sueca
- August Nilsson, antigo atleta sueco
- Carlos VIII da Suécia, rei sueco do século XV

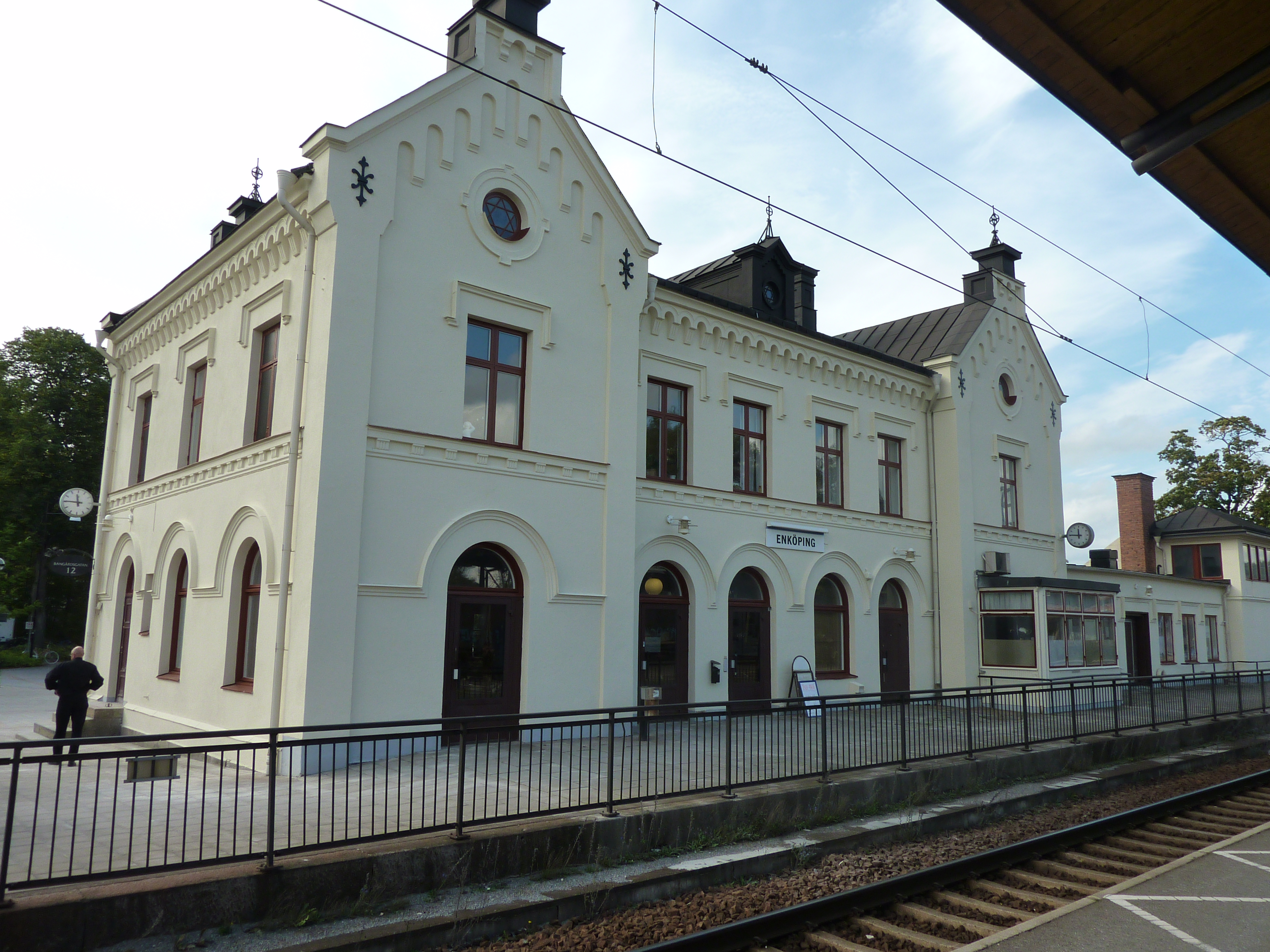
Estação ferroviária
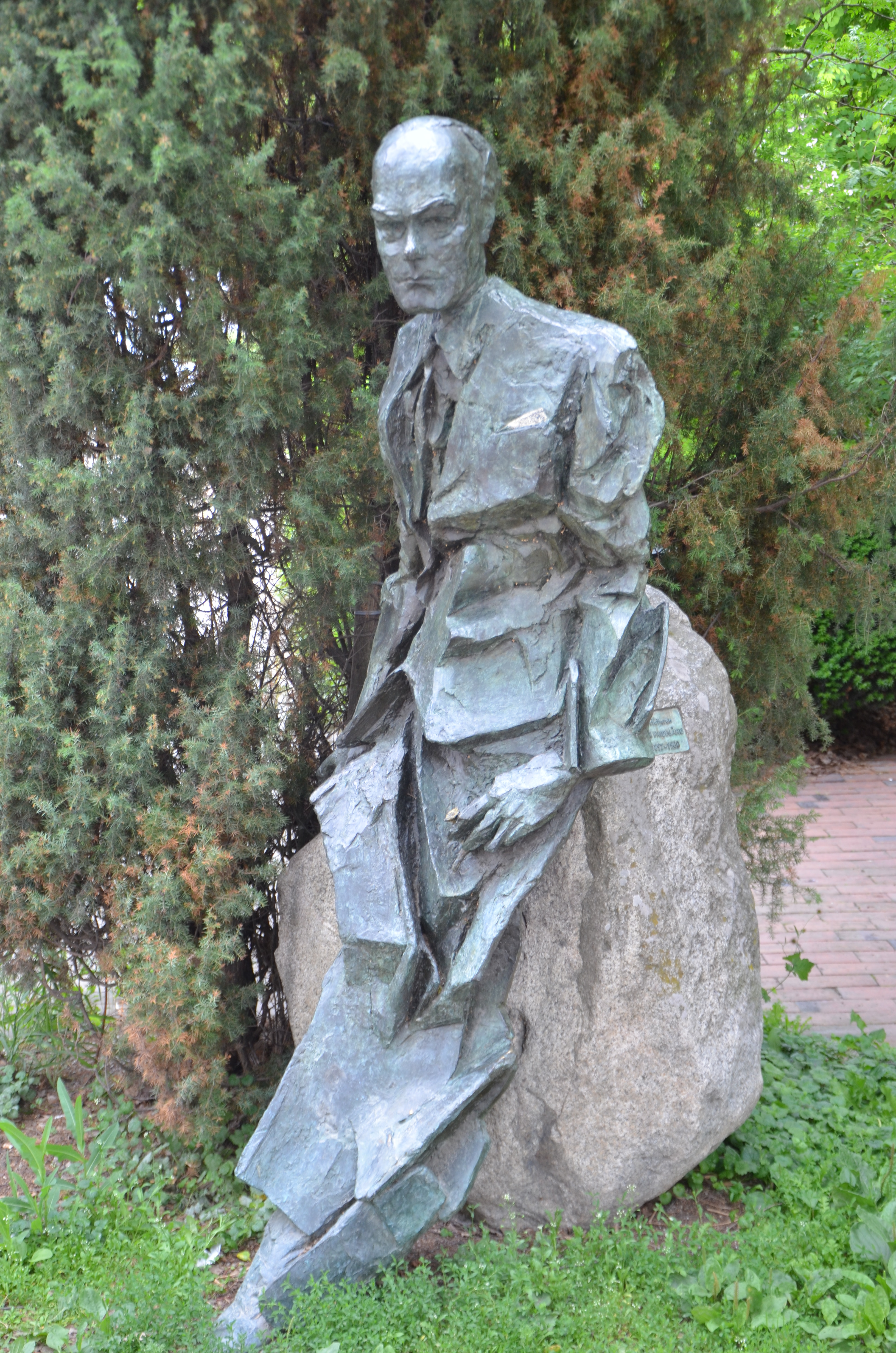
Jan Fridegård, grande escritor sueco, filho da região
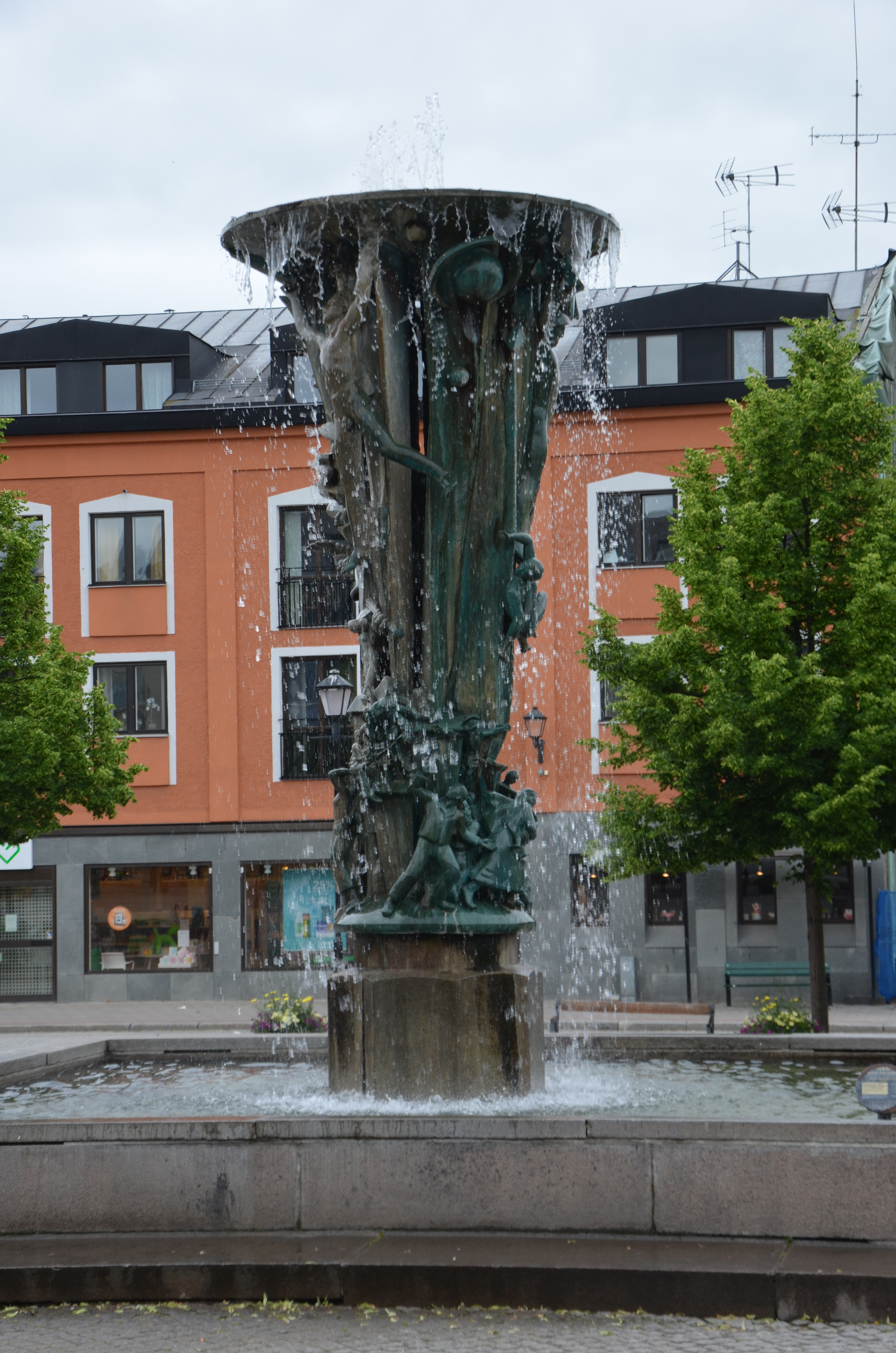
A fonte dos 4 elementos
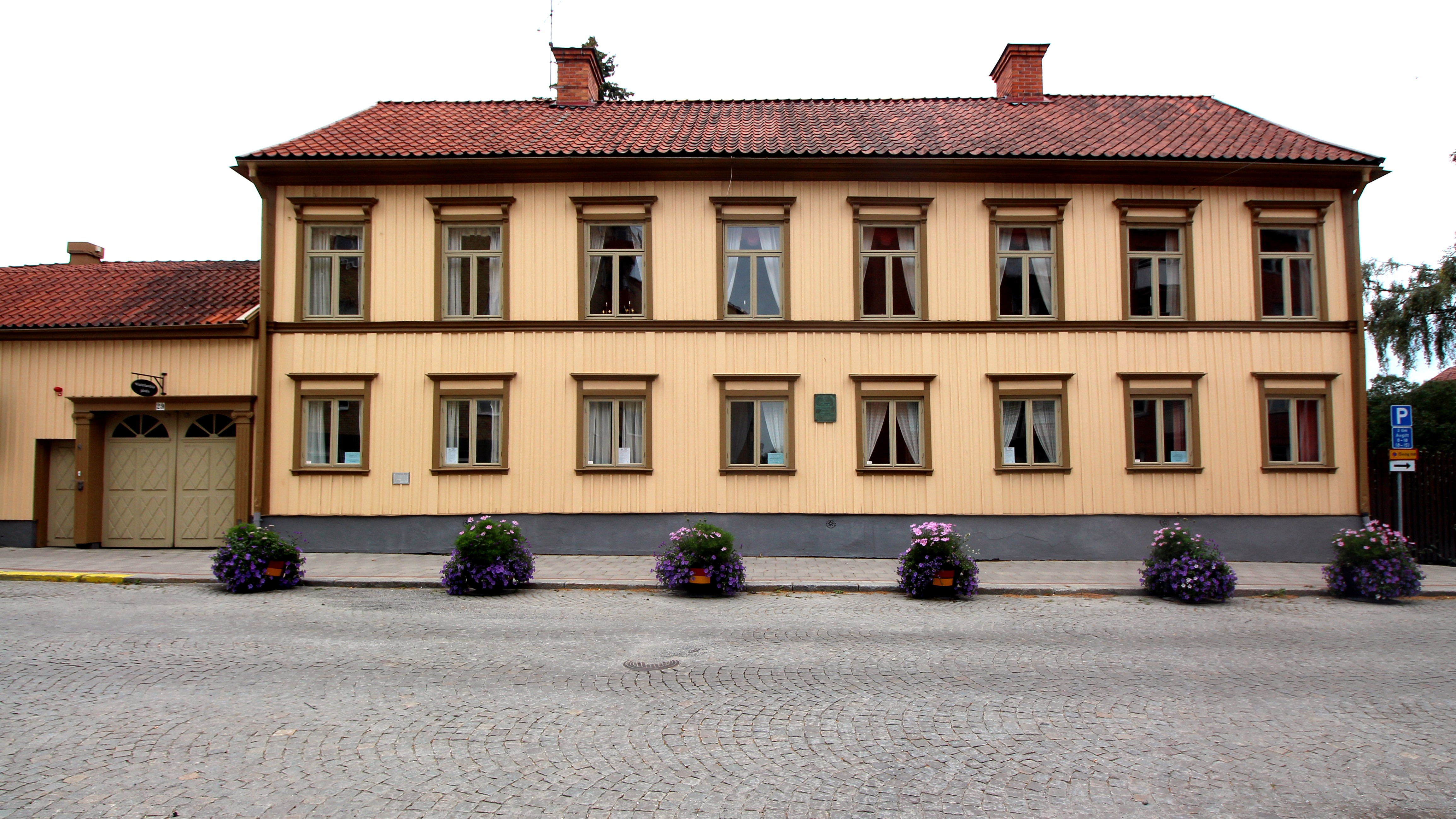
O museu Westerlundska museet
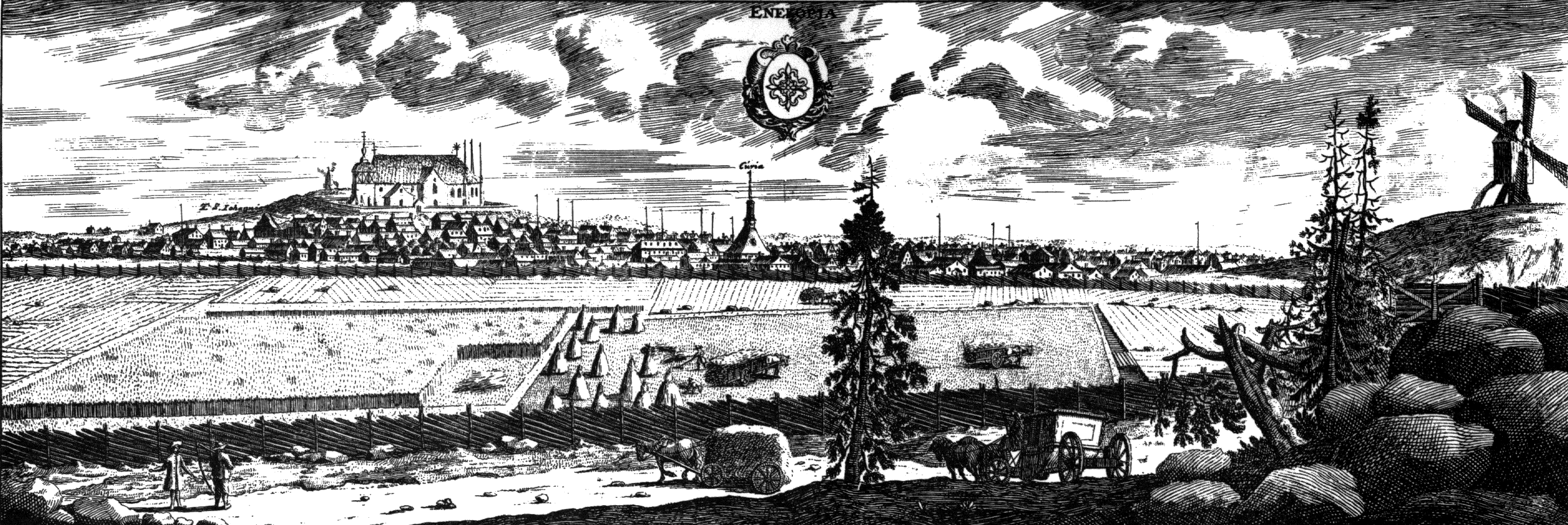
A cidade de Enköping no século XVII